# Dora Riparia
La Dora Riparia (Dòira Rivaria in piemontese, Doire Ripaire in francese) è un fiume del Piemonte con un bacino ampio 1 340 km², affluente di sinistra del fiume Po. Il suo percorso si svolge quasi interamente nella Val di Susa e nella città metropolitana di Torino.

## Etimologia
Il nome deriva dal latino Duria minor, contrapposto alla Duria Maior (l'attuale Dora Baltea).
In piemontese dòira indica qualsiasi corso d'acqua, con le varianti doiron e doirëtta, alla base di molti idronimi e toponimi storici.
L'idronimo dora risale alla radice preindoeuropea *dura/duria, diffusa in Europa (cfr. Duero e Dour), e particolarmente in area celtica, ma la derivazione dal celtico è messa in discussione. Dora si ritrova anche in alcuni appellativi come il ligure doria, che significa ‘corso d'acqua’.
L'appellativo Riparia deriva invece dal torrente Ripa, il suo principale ramo sorgentizio. Questi appellativi di origine colta vengono aggiunti per distinguere i due fiumi, confluendo entrambi nel Po e attraversando il territorio della medesima città metropolitana, ma è comune ometterli.
In assenza del predicativo "fiume", si parla della Dora al femminile.

## Percorso

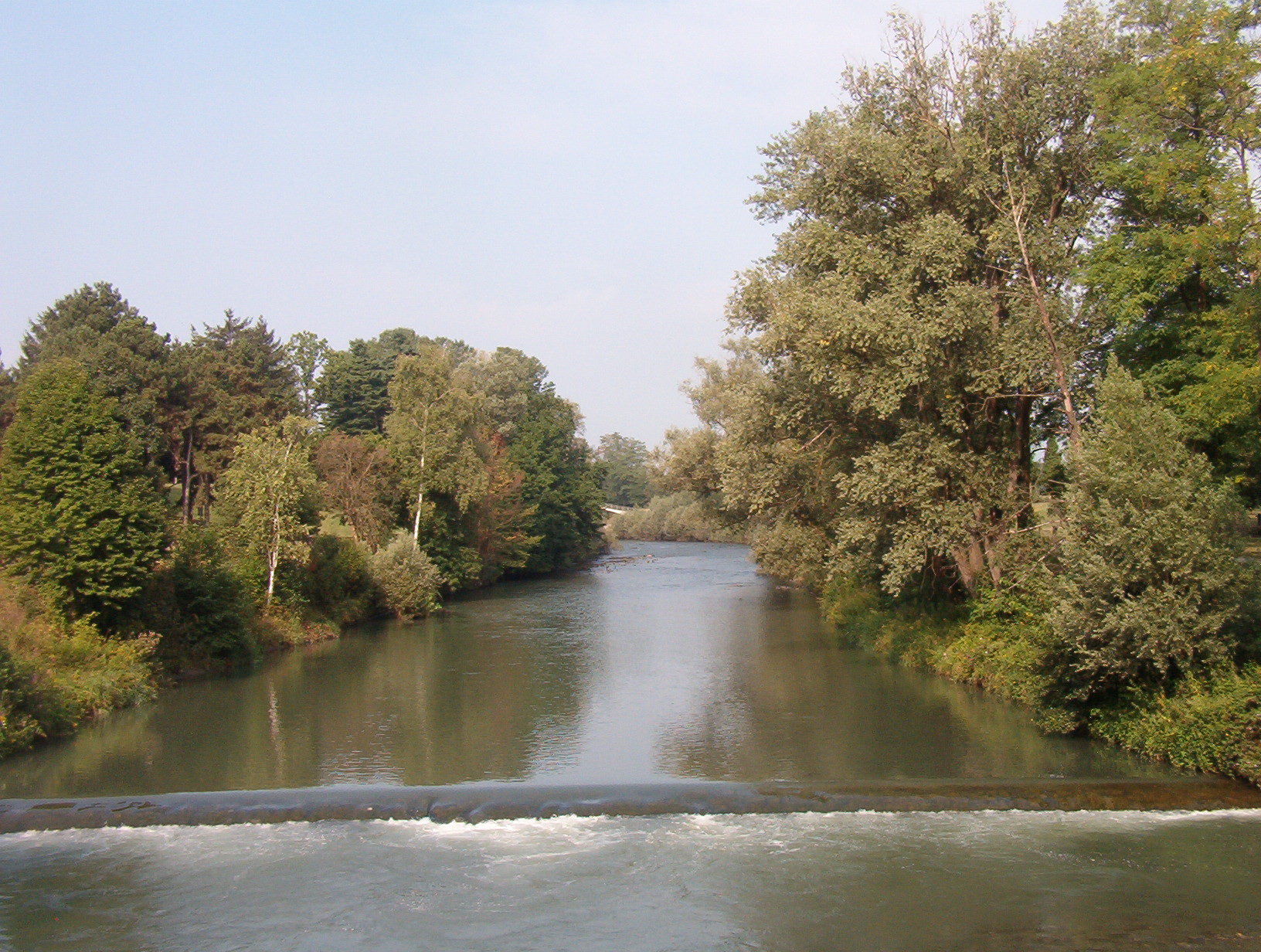
La Dora a Torino al Parco della Pellerina.

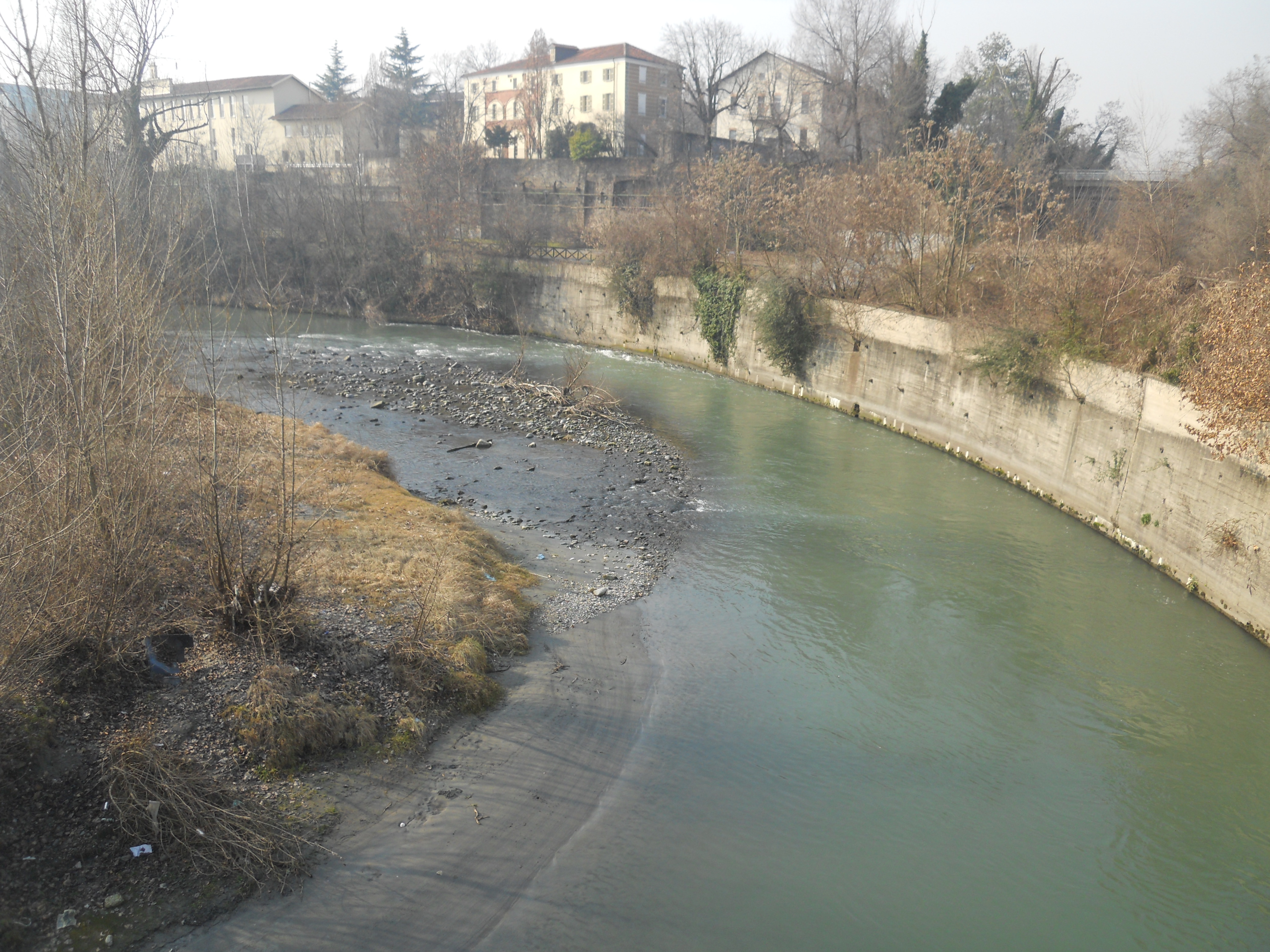
La curva della Dora nei pressi del Castello di Lucento dal ponte ex canale Ceronda

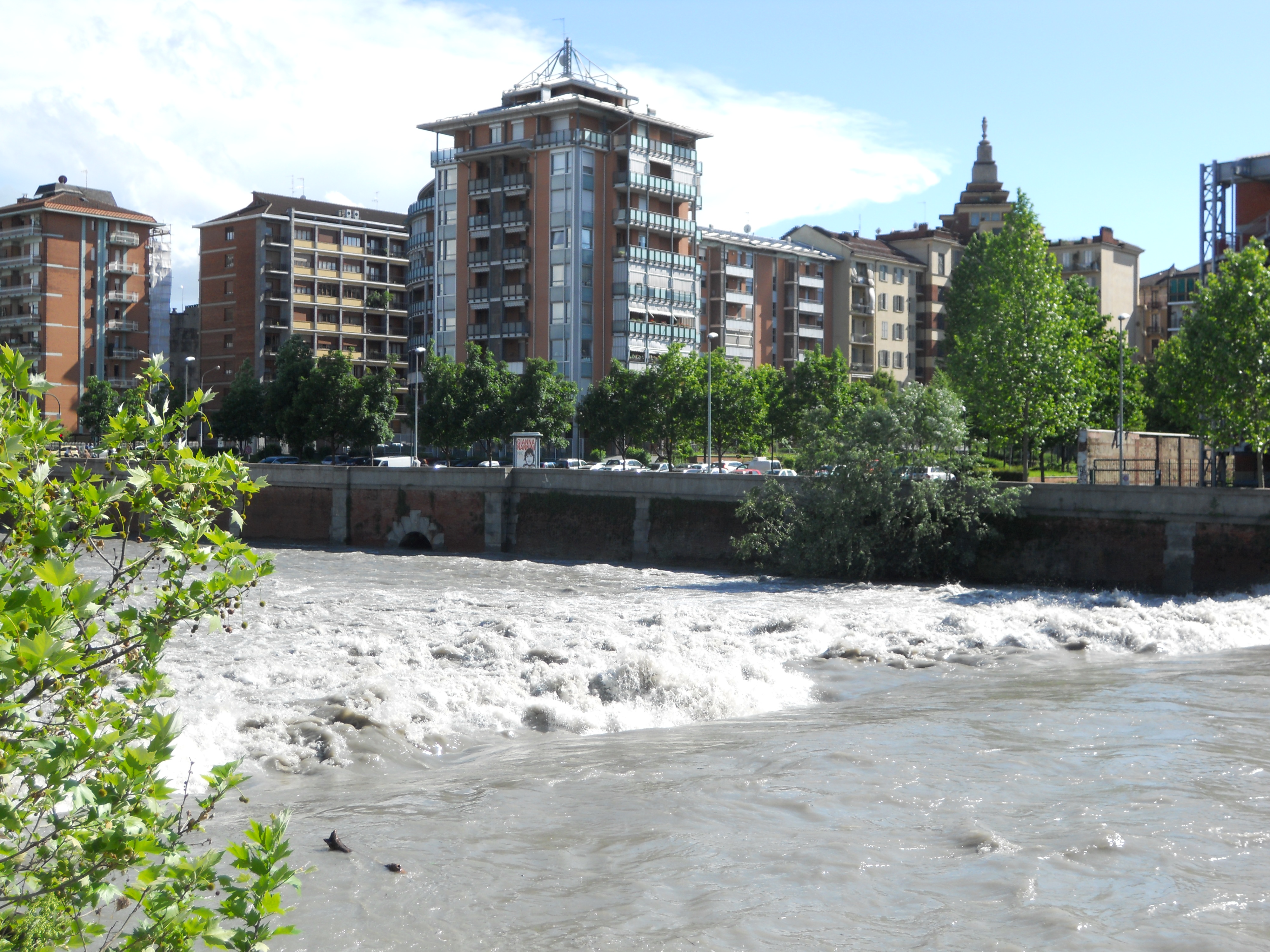
La Dora in piena (c.so Regio Parco, Torino)

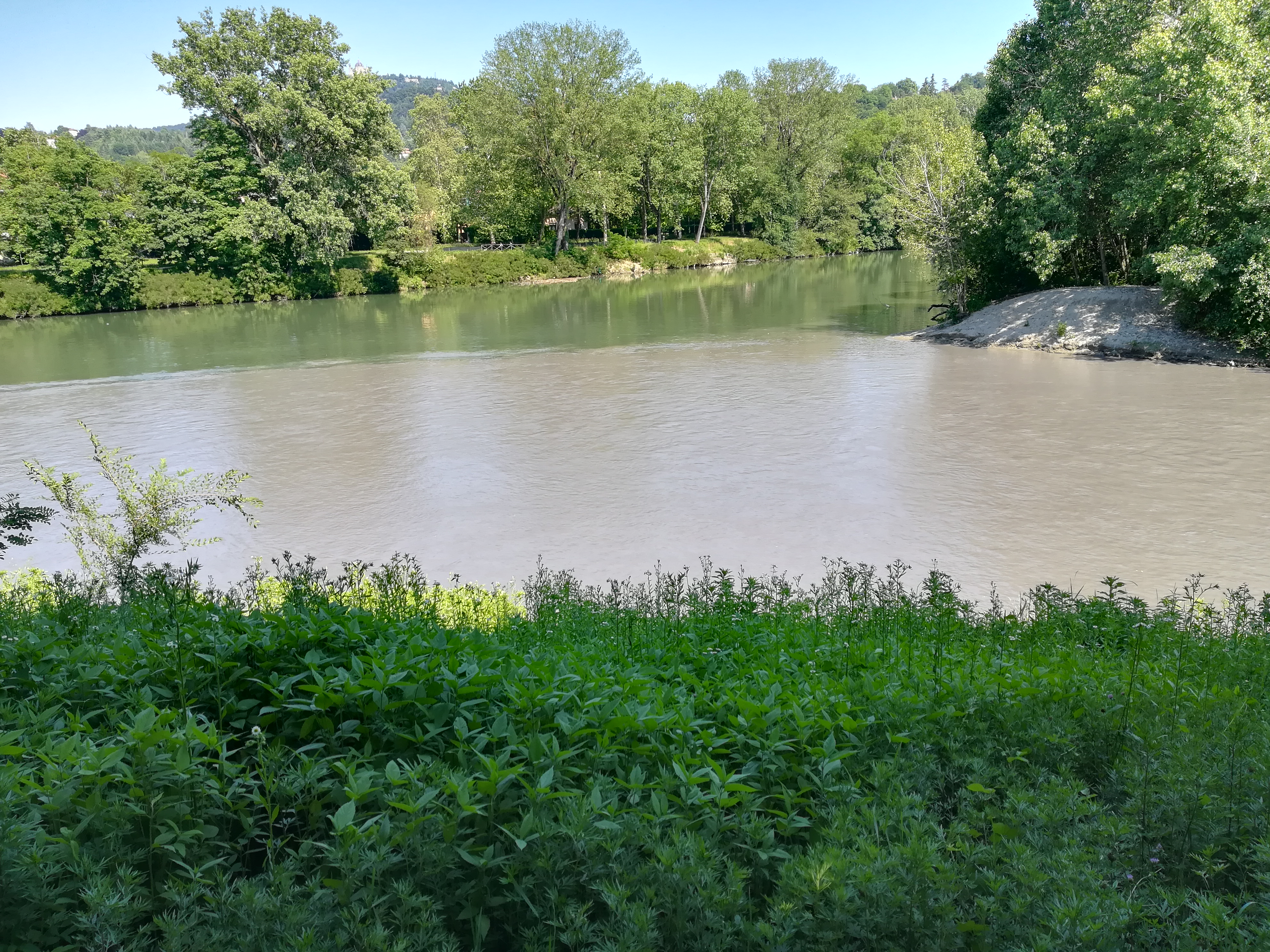
La confluenza della Dora nel fiume Po a Torino.

Il fiume si origina sulle Alpi Cozie, presso Cesana, dalla confluenza di due rami sorgentizi: la Piccola Dora, che nasce in territorio francese presso il colle del Monginevro, e il torrente Ripa, proveniente dalla Valle Argentera e che a sua volta riceve le acque del torrente Thuras. Da Cesana alla confluenza nel Po la Dora percorre poco più di 100 km. Facendo invece coincidere la sorgente della Dora con quella della Piccola Dora la lunghezza totale del fiume risulta di circa 110 km, mentre considerandone l'origine alle sorgenti della Ripa la sua lunghezza sale a circa 125 km.
Giunto presso Oulx il fiume si ingrossa notevolmente grazie all'apporto da sinistra del suo maggiore affluente d'alto corso, la Dora di Bardonecchia, scorrendo così in un ampio greto ciottoloso per poi restringersi in un percorso inforrato poco prima del comune di Susa dove riceve il Rio Galambra e il torrente Cenischia, ultimo tributario degno di nota.
Attraversata Susa con corso impetuoso e particolarmente copioso d'acque, riceve poi solo affluenti di scarsa importanza tra i quali, dalla sinistra orografica, il Gravio di Condove, il Sessi di Caprie e il Messa di Almese, e dalla destra orografica il Rio Scaglione di Meana e il Gravio di Villar Focchiardo.
Con andamento più tranquillo il fiume prende a scorrere in direzione sud-est bagnando la cittadina di Bussoleno e tutta la bassa Valle di Susa.
Giunto in pianura attraversa poi i territori dei comuni di Avigliana, Alpignano, Pianezza, Collegno e per ultima l'ampia area metropolitana di Torino: proprio nella città di Torino, dopo aver attraversato il parco della Pellerina ed aver contornato su tre lati il perimetro dell'Ospedale "Amedeo di Savoia", continua la sua discesa nella parte nord della città, andando poi a confluire nel Po presso il Parco Colletta.

## Principali affluenti

### In sinistra idrografica
- Piccola Dora (nasce nei pressi del Colle del Monginevro e confluendo con la Ripa a Cesana Torinese dà origine alla Dora Riparia).
- Dora di Bardonecchia (nasce nella confluenza tra il Rio di Valle Stretta e il Torrente di Rochemolles a Bardonecchia e termina a Oulx).
- Cenischia (nasce al Moncenisio e termina nella Dora Riparia a Susa).
- Rio Prebec (nasce sulla Grand'Uia e raggiunge la Dora Riparia nella frazione Vernetto di Chianocco).
- Torrente Gravio (nasce presso la Punta Lunella e termina a Condove).
- Torrente Sessi (nasce sul Monte Civrari, ad est del Colombardo, e termina a Caprie).
- Torrente Messa (nasce sul Monte Civrari, ad ovest del Colle del Lys e termina ad Avigliana).

### In destra idrografica
- Torrente Ripa (nasce sul Monte Gran Queyron, nella Valle Argentera e si unisce al torrente Thuras a Bousson, frazione di Cesana), formando poi la Dora Riparia a seguito della confluenza con la Piccola Dora.
- Torrente Thuras (nasce sul Colle di Thuras e termina nel Torrente Ripa a Bousson, frazione di Cesana).
- Rio Gerardo (nasce al Colle del Sabbione e confluisce nella Dora Riparia a Bussoleno).
- Torrente Gravio (nasce nella Conca Cassafrera e termina a Villar Focchiardo).
- Rio Scaglione (nasce nel Vallone degli Adretti nel Parco naturale Orsiera - Rocciavrè).

## Regime idrologico
Il regime della Dora Riparia è di tipo nivo-pluviale, con piene tardo primaverili-estive e autunnali e magre invernali.
Nonostante un buon modulo medio di 26 m³/s, l'andamento delle portate del fiume subisce notevoli variazioni stagionali con piene anche disastrose in caso di violente precipitazioni, come quella ad esempio avvenuta nell'ottobre 2000 (oltre 700 m³/s a Torino) che allagò i centri di Susa, Bussoleno e alcuni quartieri di Torino, o quella del 30 maggio 2008 che raggiunse livelli paragonabili a quella del 2000 allagando in particolare il comune di Bussoleno.

## Storia

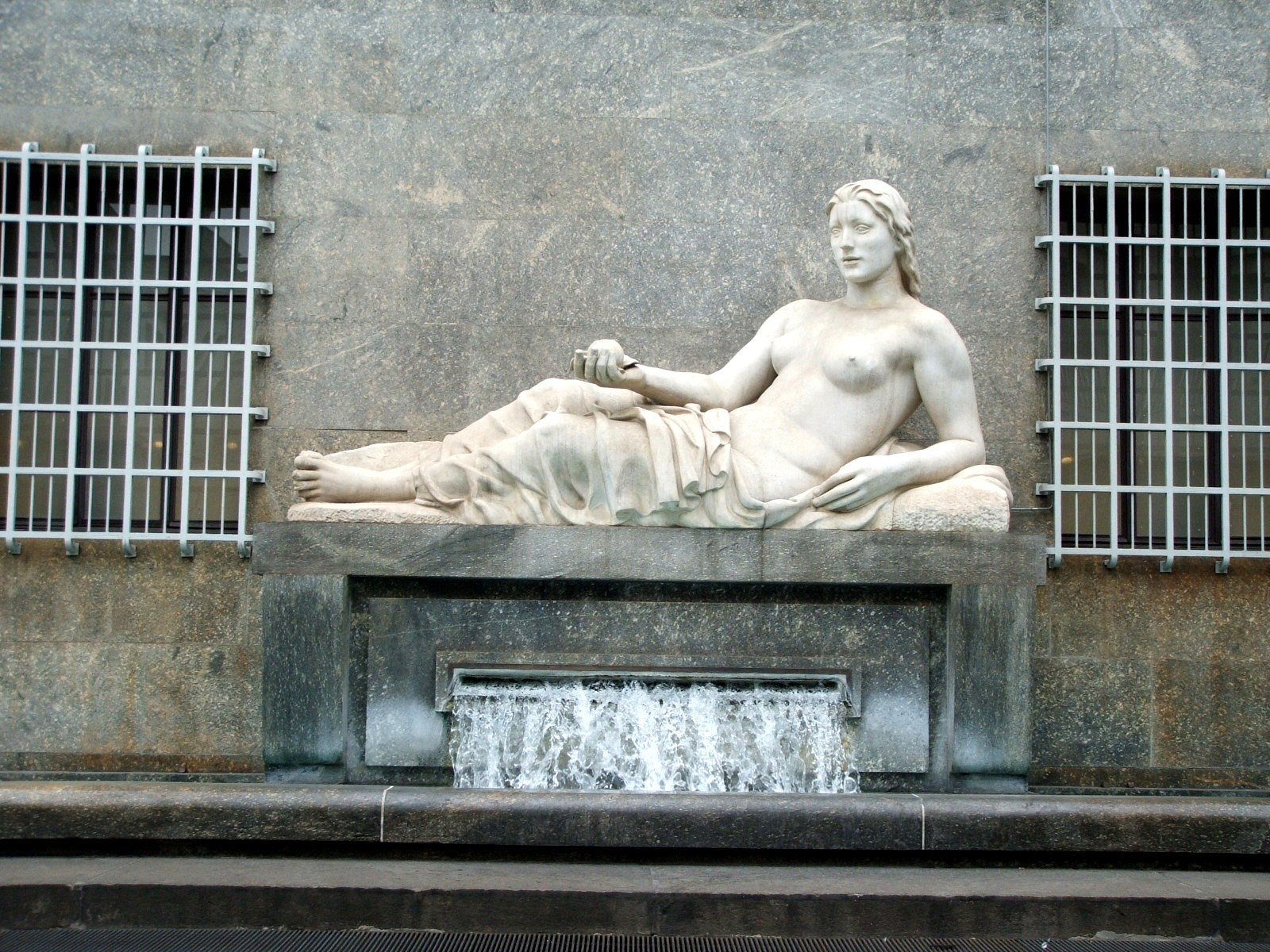
Statua al fiume Dora Riparia, piazza C.L.N., Torino

Alla confluenza della Dora Riparia nel Po nacque in epoca romana l'attuale città di Torino. La Dora Riparia ne è stata a lungo la principale risorsa energetica: già nel Medioevo le sue acque venivano convogliate in canali detti duriae, che andavano ad alimentare mulini, martinetti e altri impianti. Questo perché il salto altimetrico è ben più elevato rispetto al Po (a parità di distanza).

Sia a sinistra che a destra del fiume, sempre dal Medioevo, numerosi piccoli canali chiamati bealere vennero scavati per scopi irrigui, alcuni dei quali sono ancora funzionanti. Essi si originano a monte della città (nei comuni di Pianezza e Collegno, per es.) e terminano il corso nei comuni di Venaria Reale o Torino (nel Po, nella Ceronda , nella Stura di Lanzo o nella stessa Dora).
Nella zona compresa tra la confluenza della Dora Riparia e della Stura nel Po, dove prima della devastazione causata dall'assedio di Torino del 1706 si trovava il Regio Parco, sorge ora il Parco Colletta.
Nel Novecento lo sviluppo industriale e urbano ha degradato notevolmente le condizioni ambientali del fiume: l'opera di risanamento e riqualificazione è iniziata soltanto negli anni novanta.

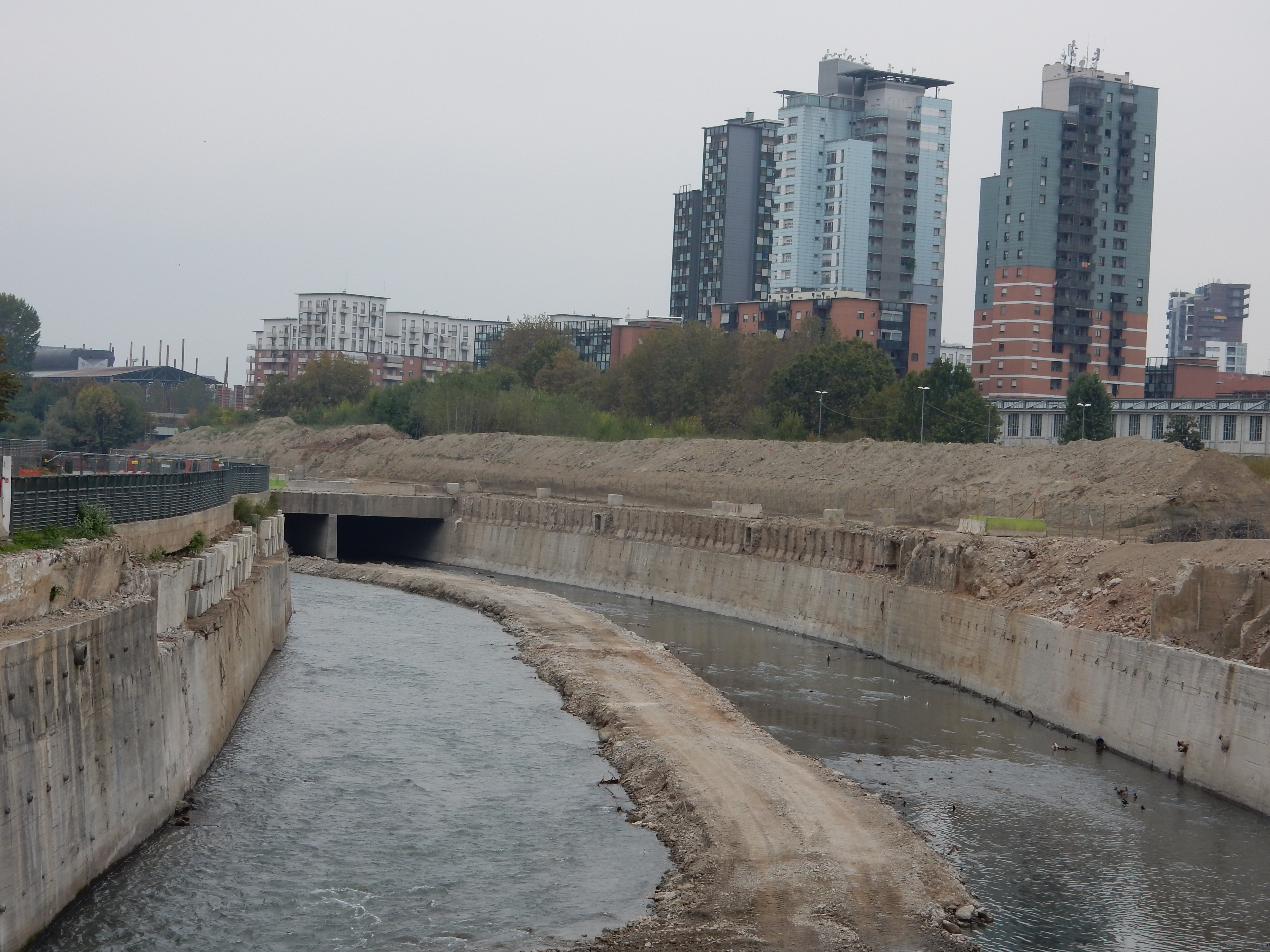
La Dora riportata alla luce dopo i lavori di settembre 2017

Nel 1999 l'ARPA di Grugliasco ha compiuto una campionatura di tutta la Dora Riparia e di tutto il Sangone, rilevandone una condizione di grave inquinamento ambientale.
Nel 2002 è nato il Parco agro-naturale della Dora Riparia, finanziato dal comune di Collegno e dalla Regione Piemonte per preservarne il patrimonio naturalistico, ma anche l'integrazione fra il territorio agricolo e l'area fluviale.
La Dora Riparia è stata (ed è maggiormente da luglio 2017) oggetto di interventi di rinaturalizzazione delle sponde, specialmente nel territorio urbano della città di Torino, dove grandi lavori di rimozione della soletta di copertura in cemento armato stanno riportando alla luce interi tratti di fiume che furono tombinati nel dopoguerra per creare spazi produttivi alle grandi fabbriche siderurgiche della zona di Lucento (Corso Mortara-Corso Umbria), nell'ambito della trasformazione e conversione dell'economia torinese e della deindustrializzazione